# 国内オリンピック委員会

国内オリンピック委員会（こくないオリンピックいいんかい、英: National Olympic Committee、略：NOC）は、国際オリンピック委員会（IOC）の管理の下、国際的なオリンピック活動の国内または地域内組織である。各国または各地域での参加派遣は選考会の参加枠によって決められる。歴史的な事情などにより、国内に複数のNOCを擁する国がある。
各国の国名コードについてはIOCコード一覧を参照。

## NOCの数
2015年8月、南スーダンのNOCがIOCによって承認され、NOCの数は全部で206となった。これにより、国連加盟国193カ国すべてにNOCが置かれることとなった。国連加盟国以外では以下の13の地域でNOCがある。
- 台湾はIOCによって「チャイニーズ・タイペイ（Chinese Taipei）」としてNOCが認定されている。
- 中華人民共和国の特別行政区である香港は、「中国香港（Hong Kong, China、ホンコン・チャイナ）」としてNOCを持っている。
- アメリカ合衆国の海外領土ではそれぞれ、アメリカ領サモア、グアム、プエルトリコ、アメリカ領ヴァージン諸島（IOCにより「ヴァージン諸島」とのみ登録されている）として4地域のNOCがある。
- イギリスの海外領土ではそれぞれ、バミューダ諸島、イギリス領ヴァージン諸島、ケイマン諸島として3地域のNOCがある。
- オランダ王国の海外領土（構成国家とも言う）では現在、アルバにNOCがある。オランダ領アンティルのNOCは2010年の自治領の分離解体に伴い消滅し、新自治領下でのNOCはまだない。
- ニュージーランドと提携国家の関係にあるクック諸島も独立したNOCを持っている。
- パレスチナ地域は、「パレスチナ」としてNOCが認定されている。
- コソボ地域は、「コソボ」としてNOCが認定されている。

すべてのNOCは、国内オリンピック委員会連合（Association of National Olympic Committees、ANOC）の構成メンバーとなっている。またそれぞれの大陸別に分かれた連盟にも属している。
| 大陸       | 大陸                                                                          | 協会                                                                                              | NOCの数 |
| ---------- | ----------------------------------------------------------------------------- | ------------------------------------------------------------------------------------------------- | ------- |
|            | アフリカ                                                                      | アフリカ国内オリンピック委員会連合（Association of National Olympic Committees of Africa、ANOCA） | 54      |
| アメリカ   | パンアメリカンスポーツ機構（Pan American Sports Organisation、PASO）          | 41                                                                                                |         |
| アジア     | アジアオリンピック評議会（Olympic Council of Asia、OCA）                      | 44                                                                                                |         |
| ヨーロッパ | ヨーロッパオリンピック委員会（European Olympic Committees、EOC）              | 50                                                                                                |         |
| オセアニア | オセアニア国内オリンピック委員会（Oceania National Olympic Committees、ONOC） | 17                                                                                                |         |

## 未承認のNOC
- マカオオリンピック委員会（Macau Olympic Committee、澳門奧林匹克委員會）は1987年に設立されたが、以来IOCに公式的に承認されていないため、「中国マカオ」として登録してオリンピックに参加した選手はまだいない。
- 上記の他、下記の地域または民族において、承認されていない国内オリンピック委員会が存在する。
  - カタルーニャ[2]
  - ジブラルタル[3]
  - トランスニストリア
  - 仏領ポリネシア[4]
  - ニウエ[5]
  - ソマリランド[6]
  - ニューカレドニア[7]
  - ノーフォーク島
  - トケラウ
  - ウォリス・フツナ
  - クルディスタン[8][9]
  - 北キプロス[10]
  - アブハジア[11]
  - フェロー諸島[12]（デンマークNOCと別に存在する）
  - アメリカ州先住民[13][14]
  - 北マリアナ諸島
  - アンギラ
  - キュラソー
  - フランス領ギアナ
  - グアドループ
  - マルティニーク
  - モントセラト
  - シント・マールテン
  - タークス・カイコス諸島[15]
- 南オセチア共和国はオリンピック委員会を設立意向がある。

## 主なNOC
- アメリカオリンピック委員会（USOPC）
- イギリスオリンピック委員会（BOA）
- カナダオリンピック委員会（COC）
- 中国オリンピック委員会（COC）
- 日本オリンピック委員会（JOC）